# Voie de Mäntyharju
La voie lacustre de Mäntyharju (finnois : Mäntyharjun reitti) est une voie lacustre du réseau hydrographique du Kymijoki en Savonie du Sud et dans la vallée de la Kymi en Finlande.

## Présentation
La voie navigable de Mäntyharju est située entre la partie occidentale du bassin versant du Kymijoki, c'est-à-dire les routes lacustres descendant vers le lac Päijänne, et le bassin versant de la Vuoksi.
Le plus grand lac de la voie de Mäntyharju est le lac Puula, sur un total de 1 700 lacs sur l'ensemble du parcours.
La voie de Mäntyharju descend vers le Pyhäjärvi, qui est le dernier grand lac le long de la partie supérieure du Kymijoki au nord du premier Salpausselkä.

## Lacs et rapides sur la voie de Mäntyharju
Le plus grand lac de la voie de Mäntyharju est le lac Puula, sur un total de 1 700 lacs sur l'ensemble du parcours.
La voie de Mäntyharju descend vers le Pyhäjärvi, qui est le dernier grand lac le long de la partie supérieure du Kymijoki au nord du premier Salpausselkä.

### Lacs principaux
| Lac           | Lieux                             | Altitude |
| ------------- | --------------------------------- | -------- |
| Huhtalampi    | Toivakka                          | 178,4 m  |
| Palosjärvi    | Toivakka                          | 159 m    |
| Pyhäjärvi     | Pieksämäki                        | 137,2 m  |
| Iso-Naakkima  | Pieksämäki                        | 111,25 m |
| Synsiö        | Kangasniemi                       | 110,5 m  |
| Kyyvesi       | Haukivuori, Kangasniemi, Mikkeli  | 100,62 m |
| Rauhajärvi    | Haukivuori, Kangasniemi, Mikkeli  | 100,1 m  |
| Puula         | Hirvensalmi, Kangasniemi, Mikkeli | 94,62 m  |
| Liekune       | Hirvensalmi                       | 94,62 m  |
| Ryökäsvesi    | Hirvensalmi                       | 94,62 m  |
| Vahvajärvi    | Hirvensalmi                       | 88,6 m   |
| Iso-Sämpiä    | Hirvensalmi                       | 83,8 m   |
| Sämpiä        | Hirvensalmi                       | 83,6 m   |
| Tuusjärvi     | Mäntyharju                        | 80,8 m   |
| Lahnavesi     | Mäntyharju, Pertunmaa             | 79,7 m   |
| Tarhavesi     | Mäntyharju                        | 79,6 m   |
| Juolasvesi    | Mäntyharju                        | 79,6 m   |
| Sarkavesi     | Kouvola, Mäntyharju               | 79,5 m   |
| Vuohijärvi    | Kouvola, Mäntyharju               | 77 m     |
| Siikajärvi    | Kouvola                           | 73,1 m   |
| Suolajärvi    | Kouvola                           | 73,1 m   |
| Vähä-Kamponen | Kouvola                           | 67,0 m   |
| Iso-Kamponen  | Kouvola                           | 67,0 m   |
| Lintukymi     | Kouvola                           | 65,3 m   |

### Rapides de la voie de Mäntyharju
Les rapides de la voie de Mäntyharju forment le site Natura 2000 (FI0500060).
Il y a plus de 20 rapides sur la voie de Mäntyharju, dont certains ont été rénovés pour la pêche et les loisirs.
Les usines ont employé jusqu'à 400 personnes. La pisciculture a fonctionné entre 1931 et 1968.
Le long de la voie de Mäntyharju, en plus de nombreuses scieries, d'autres industries forestières ont fonctionné et certaines produisent toujours, comme la papeterie de Kissakoski, qui est devenue le musée de l'usine de Kissakoski, Woikoski, qui produit des gaz, et l'usine de contreplaqué Kalso d'UPM.
Le patrimoine de l'usine de carton de Verla est représenté par le musée de l'usine de carton de Verla.
La puissance combinée des centrales hydroélectriques sur la route de Mäntyharju est de 6,75 MW.
| Rapides        | Chute  | Réf.  |
| -------------- | ------ | ----- |
| Läsäkoski      |        |       |
| Kissakoski,    | 5 m,   | [ 2 ] |
| Ripatinkoski   |        |       |
| Puuskankoski   |        |       |
| Kaivannonkoski |        |       |
| Pyhäkoski,     | 1,8 m  |       |
| Miekankoski,   | 0,1 m  |       |
| Voikoski       | 2,5 m, | [ 4 ] |
| Siikakoski     | 3,5 m, | [ 6 ] |
| Verlankoski,   | 6,2 m, | [ 7 ] |
| Puolakankoski, | 1,7 m  |       |